# المدرسة الأمريكية في باريس
المدرسة الأمريكية في باريس (بالفرنسية: L'école américaine de Paris)‏ تختصر كالتالي (ASP)، هي مدرسة مختلطة خاصة تقع في سان كلو، وهي ضاحية من ضواحي باريس، فرنسا. تأسست في عام 1946 بعد وقت قصير من نهاية الحرب العالمية الثانية من خلال الجهود المشتركة للسفارة الأمريكية وشركة أمريكان اكسبريس. وهي أقدم مدرسة أمريكية في أوروبا. تضم طلاب من أكثر من 60 دولة، وتدرس باللغة الإنجليزية كلغة أساسية للتعليم.

## تاريخها
كانت ASP المدرسة الدولية الأولى التي أنشئت في أوروبا وهي المدرسة الأمريكية الوحيدة في فرنسا.